# حقیقت در اولین تابش

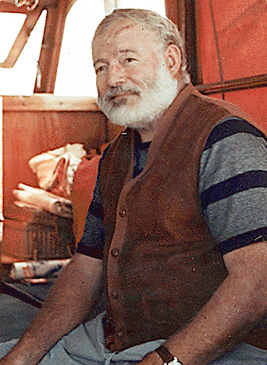
ارنست همینگوی

حقیقت در اولین تابش (انگلیسی: True at First Light) کتابی است به قلم ارنست همینگوی رمان‌نویس آمریکایی در مورد وحش‌گشتی‌های خود در سال ۱۹۵۳ در آفریقای شرقی به همراه همسر چهارم (۴)خود مری. این کتاب در سال ۱۹۹۹ پس از مرگ همینگوی توسط فرزند او پاتریک همینگوی ویراستاری و منتشر شد. این کتاب بیشتر با نقدهایی منفی و سرد از سوی مطبوعات عامه مواجه شد. بحث و جدالی را نیز در میان محافل ادبی در مورد این که آیا اثر یک نویسنده پس از مرگ وی باید دوباره چاپ و منتشر شود و اینکه اینکار چگونه باید صورت گیرد به راه انداخت.
برخلاف منتقدین مطبوعات، پژوهشگران ادبی اثر همینگوی را در مجموع پیچیده برشمردند و خاطرنشان کردند که این اثر شایستگی این را دارد که در کنار دیگر آثار این نویسنده قرار گیرد.